# Fiumedinisi

Ubicació de Fiumedinisi dins la província

Fiumedinisi (sicilià Ciumidinisi) és un municipi italià, dins de la ciutat metropolitana de Messina. L'any 2008 tenia 1.588 habitants. Limita amb els municipis d'Alì, Alì Terme, Itala, Mandanici, Messina, Monforte San Giorgio, Nizza di Sicilia, Roccalumera, San Pier Niceto i Santa Lucia del Mela.

## Administració
| Període | Identitat              | Partit        |
| ------- | ---------------------- | ------------- |
| 2008-   | Cateno Roberto De Luca | Llista cívica |